# Beautiful Losers
Beautiful Losers, (Los Hermosos vencidos) es la segunda novela escrita  por el también poeta y compositor Leonard Cohen y fue publicada en 1966. Esta obra es anterior a su carrera como cantante y muestra rasgos de literatura experimental. Está considerada como una de las mejores novelas modernas de la literatura canadiense.

## Resumen de la historia
La novela plantea un triángulo amoroso cuyos protagonistas están obsesionados por una santa mohawk llamada Kateri Tekakwitha. El triángulo se compone de un narrador anónimo, el líder de una tribu que se extingue y su mujer. Aparece además un personaje maniático, F., cuya existencia es dudosa.